# 丹尼·路斯
丹尼爾·李·"丹尼"·路斯（英語：Daniel Lee "Danny" Rose，1990年7月2日—），是一名已退役英格蘭職業足球員，司職左後衛及翼鋒。

## 生平
列斯聯
生於南約克郡唐卡斯特的路斯出身於列斯聯青訓。2006年夏天，他捲入球員轉會至車路士的醜聞中，他的隊友湯·泰禾和米高·活士轉投車路士，而他本人則留下來。事後，列斯聯主席肯·碧斯向英足總投訴指車路士暗中接觸球會青訓球員。
時任領隊奇雲·布力維爾迅速被球會所解僱。儘管球迷向新領隊丹尼斯·韋斯施加壓力，要求讓他正選上陣，但他在該季仍然未能再次打入列斯聯陣容。其後，列斯聯從英冠降班至英甲，隨著球會被財務接管，球會必須出售路斯來周轉。
熱刺
2007年7月25日，路斯以100萬英鎊身價加盟熱刺。
作為預備組的正選球員，他在2008年1月對新特蘭的聯賽賽事中擔任後備。不過，由於他在同年9月膝頭重傷，使得他未能更進一步。
2009年3月，他被外借至屈福特直至2008/09球季結束。時任屈福特領隊布倫達·羅傑斯形容他是「才華橫溢和忠誠的球員」和擁有「不錯的力量和十足的球感」。4月4日，他在客場以2-1的比分擊敗唐卡斯打的賽事中處子上陣。
2009年9月28日，路斯被外借至彼德堡直至2010年1月。他於同日在以1-2的比分不敵普利茅夫的賽事中首次上陣。戴倫·費格遜離任領隊一職後，他於2009年11月11日便返回熱刺。
路斯在以2-2逼和母會列斯聯的足總盃賽事中首次代表熱刺上陣。他在整場賽事都被母會球迷報以噓聲，直到他被換出。
2010年9月9日路斯獲英格蘭U21教練史提夫·韋格利（Steve Wigley）穿針引線，外借到英冠球會布里斯托城直到球季結束。
2011/12球季季尾，因左閘正選球員因傷收咧，路斯被教練改造成左閘球員。
2012/13赛季被租借至桑德兰并表现出色，被评为桑德兰赛季最佳年轻球员。

## 國際賽
2009年6月1日，由於丹尼·韋碧克受傷，路斯因而被英格蘭U21徵召出戰2009年U21歐洲國家盃。6月8日，他在以7-0的比分大勝阿塞拜疆U21的賽事中後備上陣而首次亮相。
2009年11月14日，路斯在2011年歐洲U-21足球錦標賽對葡萄牙U21的賽事中攻入其處子入球。
2016年3月6日，路斯在2比3的友誼賽中以3比2戰勝德國隊首次亮相。2018年5月，路斯入選英格蘭23人名單獲得前往俄羅斯世界盃的機會。

## 外部連結
- （英文）Danny Rose profile（页面存档备份，存于） at the Tottenham Hotspur F.C. website
- （英文）Danny Rose profile（页面存档备份，存于） at the Football Association website
- （英文）Soccerway資料庫：丹尼·路斯
- （英文）足球数据库：丹尼·路斯的球员统计数据